# Beijar as botas acima, pontapear para baixo
Beijar as botas acima, pontapear para baixo (do inglês: Kiss up kick down) é um neologismo usado para descrever a situação em que funcionários de nível médio numa organização são educados e bajuladores com os superiores, mas abusivos com os subordinados.  Acredita-se que o termo tenha se originado nos EUA, com o primeiro uso documentado ocorrendo em 1993. O conceito pode ser aplicado a qualquer interação social onde uma pessoa acredita que tem poder sobre outra pessoa e acredita que outra pessoa tem poder sobre ela.

## Exemplos de uso
O Bulletin of the Atomic Scientists descreveu Robert McNamara, um executivo empresarial americano e oitavo Secretário de Defesa dos Estados Unidos, como um caso clássico de personalidade de "beijar as botas acima, pontapear para baixo" em agosto de 1993.
No segundo dia das audiências de confirmação do Senado, 12 de abril de 2005, para John R. Bolton, uma indicação de George W. Bush para representante dos EUA na ONU, o painel do Senado concentrou-se nas alegações de que Bolton pressionou analistas de inteligência. O antigo chefe de inteligência do Departamento de Estado, Carl W. Ford Jr., caracterizou Bolton como um "tipo de sujeito que beija as botas acima e pontapeia para baixo".
Calum Paton, professor de Políticas de Saúde na Universidade de Keele, descreveu a prática de "beijar as botas acima, pontapear para baixo" como uma característica predominante da cultura do Serviço Nacional de Saúde do Reino Unido. Paton levantou este ponto quando prestou depoimento no inquérito público do escândalo do Hospital Stafford em 2011, afirmando que o crédito era centralizado e a culpa descentralizada: "Beijar as botas acima, pontapear para baixo significa que os seus funcionários de nível médio vão Beijar as botas acima, vão agradar os seus amos, políticos ou outros, e vão pontapear para baixo para culpar outra pessoa quando as coisas correrem mal."

## Culpa nas organizações
O fluxo de culpa numa organização pode ser um indicador primário da robustez e integridade dessa organização. A culpa que flui de cima para baixo, da gerência para a equipa, ou lateralmente entre profissionais ou organizações parceiras, indica falha organizacional. Numa cultura de culpa, a resolução de problemas é substituída pela evitação da culpa. Papéis e responsabilidades confusos também contribuem para uma cultura de culpa. A culpa vinda de cima gera "medo, mal-estar, erros, acidentes e respostas passivo-agressivas vindas de baixo", com aqueles que estão lá embaixo sentindo-se impotentes e sem segurança emocional. Os funcionários expressaram que a cultura de culpa organizacional os fez temer processos por erros, acidentes e, consequentemente, desemprego, o que pode torná-los mais relutantes em relatar acidentes, já que a confiança é crucial para incentivar a denúncia de acidentes. Isto torna menos provável que indicadores fracos de ameaças à segurança sejam detetados, impedindo assim que a organização tome medidas adequadas para evitar que problemas menores se transformem em situações incontroláveis. Vários problemas identificados em organizações com uma cultura de culpa contradizem as melhores práticas de organizações de alta confiabilidade.

### Pontapear para cima, beijar as botas para baixo
Pontapear para cima, beijar as botas para baixo foi sugerida como uma dinâmica viável e mais saudável. A culpa que flui para cima numa hierarquia, argumenta Weinberg, prova que os superiores podem assumir a responsabilidade pelas suas ordens perante os seus inferiores hierárquicos e fornecer-lhes os recursos necessários para fazerem o seu trabalho.